# Campo de Ribatajada

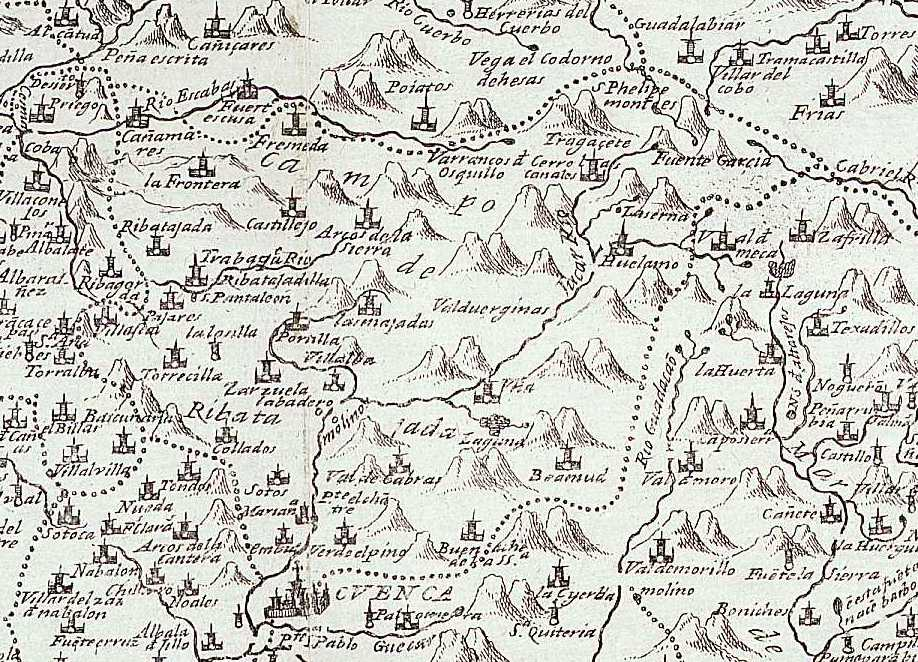
Campo de Ribatajada

Campo de Ribatajada es una comarca o subcomarca (ya que se le incluye dentro de la comarca de Serranía Media-Campichuelo y Serranía Baja) de la provincia de Cuenca también conocida como Campichuelo situada al norte de la capital. Además de la villa de Ribatajada, la componen: Arcos de la Sierra, Cañamares,  Castillejo-Sierra, Fresneda de la Sierra, La Frontera, Mariana, Sotorribas (Collados, Pajares, Ribagorda, Ribatajadilla, Sotos, Torrecilla y Villaseca), Portilla, Villalba de la Sierra,  Zarzuela y, según mapa de la provincia de Cuenca de 1692, también Las Majadas, Tragacete, Uña, Beamud, Buenache de la Sierra, Embid, Verdelpino, Valdecabras y Huélamo.
Recorrida por el río Júcar y el río Trabaque (afluente del Tajo).

## Municipios
|     | Municipio             | Población (INE 2009) | Superficie (km²) | Densidad (hab/km²) | Aldeas y Pedanías                                                               |
| --- | --------------------- | -------------------- | ---------------- | ------------------ | ------------------------------------------------------------------------------- |
| 1.  | Sotorribas            | 863                  | 149,33           | 5,78               | Collados, Pajares, Ribagorda, Ribatajada, Ribatajadilla, Torrecilla y Villaseca |
| 2.  | Villalba de la Sierra | 559                  | 41               | 13,63              |                                                                                 |
| 3.  | Cañamares             | 534                  | 40,52            | 13,18              |                                                                                 |
| 4.  | Mariana               | 293                  | 39,96            | 7,33               |                                                                                 |
| 5.  | Zarzuela              | 235                  | 40,38            | 5,82               |                                                                                 |
| 6.  | La Frontera           | 178                  | 34,57            | 5,15               |                                                                                 |
| 7.  | Arcos de la Sierra    | 106                  | 39,50            | 2,68               |                                                                                 |
| 8.  | Portilla              | 82                   | 32,78            | 2,50               |                                                                                 |
| 9.  | Fresneda de la Sierra | 59                   | 32               | 1,84               |                                                                                 |
| 10. | Castillejo-Sierra     | 38                   | 30,27            | 1,26               |                                                                                 |
|     | TOTAL                 | 2.947                | 480,31           | 6,13               |                                                                                 |

## Servicios
La comarca al estar fuertemente despoblada tiende a unificar servicios en las localidades de mayor población. También debido a la despoblación no todos los municipios pueden tener colegio, ya que muchos de estos pueblos ni siquiera tienen niños. Encontramos escuelas en las localidades de: Sotos, Mariana y Villalba de la Sierra pertenecientes al CRA Miguel Delibes; y Cañamares que pertenece al CRA Los Sauces.